# 16. politbyro ústředního výboru Komunistické strany Číny
16. politbyro Ústředního výboru Komunistické strany Číny (čínsky v českém přepisu Čung-kuo Kung-čchan-tang ti-š’-liou-ťie Čung-jang Čeng-č’-ťü, pchin-jinem Zhōngguó Gòngchǎndǎng dìshíliùjiè Zhōngyāng Zhèngzhìjú, znaky 中国共产党第十六届中央政治局) bylo v letech 2002–2007 skupinou 25 členů ústředního výboru Komunistické strany Číny, která tvořila užší vedení Komunistické strany Číny. Devět nejvýznamnějších členů politbyra tvořilo nejužší vedení, takzvaný stálý výbor politbyra ústředního výboru Komunistické strany Číny.
16. politbyro bylo zvoleno 15. listopadu 2002 na prvním zasedání 16. ústředního výboru zvoleného na závěr XVI. sjezdu KS Číny. Mělo 24 členů a jednoho kandidáta, z nich 15 nových. 
Stálý výbor politbyra měl devět členů, z předešlého funkčního období v něm zůstal pouze nový generální tajemník Chu Ťin-tchao. Zbylých osm členů stálého výboru ( Wu Pang-kuo, Wen Ťia-pao, Ťia Čching-lin, Ceng Čching-chung, Chuang Ťü, Wu Kuan-čeng, Li Čchang-čchun a Luo Kan) bylo již předtím – v jiných funkcích – členy politbyra. V 15. politbyru kromě jich pracovala již pouze Wu I, zbylí členové 16. politbyra byli nováčci. 
V politbyru byla jediná žena, Wu I, a jeden příslušník národnostní menšiny, Chuej Liang-jü z národa Chuejů.
Šanghajský tajemník Čchen Liang-jü v září 2006 odvolán z funkcí kvůli skandálu se zpronevěrou penzijních fondů, později byl vyloučen ze strany a odsouzen k dlouholetému trestu vězení za korupci a zneužití pravomoci. 
Chuang Ťü v létě 2007 zemřel, sedm členů politbyra nebylo roku 2007 znovuzvoleno kvůli věkovému omezení; ostatních šestnáct přešlo do 17. politbyra.

## Složení politbyra
Jako úřad je uvedeno zaměstnání a funkce vykonávané v době členství v politbyru, v případě funkcí ve státní správě jde o funkce a úřady zaujaté od zasedání parlamentu, Všečínského shromáždění lidových zástupců, případně Čínského lidového politického poradního shromáždění na jaře 2003. Členové stálého výboru jsou uvedeni v pořadí podle významu, ostatní v (čínském) abecedním pořadí.
VSLZ a ČLPPS jsou Všečínské shromáždění lidových zástupců a Čínské lidové politické poradní shromáždění.
| Minulé období                    | Jméno                                                        | Rok narození                     | Úřady a funkce                                                   | Úřady a funkce                                                                | Úřady a funkce | Další období                     |
| Minulé období                    | Jméno                                                        | Rok narození                     | civilní stranické                                                | civilní státní a jiné                                                         | vojenské | Další období                     |
| Členové stálého výboru politbyra | Členové stálého výboru politbyra                             | Členové stálého výboru politbyra | Členové stálého výboru politbyra                                 | Členové stálého výboru politbyra                                              | Členové stálého výboru politbyra | Členové stálého výboru politbyra |
| -------------------------------- | ------------------------------------------------------------ | -------------------------------- | ---------------------------------------------------------------- | ----------------------------------------------------------------------------- | --- | -------------------------------- |
| 14., 15.                         | Chu Ťin-tchao 胡锦涛                                         | 1942                             | generální tajemník ÚV                                            | prezident                                                                     | místopředseda Ústřední vojenské komise KS Číny (do září 2004), místopředseda Ústřední vojenské komise ČLR (do března 2005), předseda Ústřední vojenské komise Komunistické strany Číny (od září 2004), předseda Ústřední vojenské komise ČLR (od března 2005) | 17.                              |
| 14., 15.                         | Wu Pang-kuo 吴邦国                                           | 1941                             |                                                                  | předseda stálého výboru VSLZ                                                  | | 17.                              |
| 14., 15.                         | Wen Ťia-pao 温家宝                                           | 1942                             |                                                                  | předseda Státní rady                                                          | | 17.                              |
| 15.                              | Ťia Čching-lin 贾庆林                                        | 1940                             |                                                                  | předseda celostátního výboru ČLPPS                                            | | 17.                              |
| 15.                              | Ceng Čching-chung 曾庆红                                     | 1939                             | (první) tajemník ÚV, ředitel Ústřední stranické školy            | viceprezident                                                                 | | –                                |
| 14., 15.                         | Chuang Ťü 黄菊 zemřel v červnu 2007                          | 1938                             |                                                                  | (první) místopředseda Státní rady                                             | | –                                |
| 15.                              | Wu Kuan-čeng 吴官正                                          | 1938                             | tajemník Ústřední komise pro kontrolu disciplíny                 |                                                                               | | –                                |
| 15.                              | Li Čchang-čchun 李长春                                       | 1944                             | předseda ústřední komise pro řízení výstavby duchovní civilizace |                                                                               | | 17.                              |
| 15.                              | Luo Kan 罗干                                                 | 1935                             | tajemník ústřední politické a právní komise                      |                                                                               | | –                                |
| Ostatní členové politbyra        |                                                              |                                  |                                                                  |                                                                               | |                                  |
| –                                | Wang Le-čchüan 王乐泉                                        | 1944                             | tajemník sinťiangského oblastního výboru                         |                                                                               | | 17.                              |
| –                                | Wang Čao-kuo 王兆国                                          | 1941                             |                                                                  | (první) místopředseda stálého výboru VSLZ, předseda Všečínské federace odborů | | 17.                              |
| –                                | Chuej Liang-jü 回良玉                                        | 1944                             |                                                                  | místopředseda Státní rady                                                     | | 17.                              |
| –                                | Liou Čchi 刘淇                                               | 1942                             | tajemník pekingského městského výboru                            |                                                                               | | 17.                              |
| –                                | Liou Jün-šan 刘云山                                          | 1947                             | tajemník ÚV, vedoucí oddělení propagandy ÚV                      |                                                                               | | 17., 18.                         |
| 15.                              | Wu I 吴仪                                                    | 1938                             |                                                                  | místopředsedkyně Státní rady                                                  | | –                                |
| –                                | Čang Li-čchang 张立昌                                        | 1939                             | tajemník tchienťinského městského výboru (do března 2007)        |                                                                               | | –                                |
| –                                | Čang Te-ťiang 张德江                                         | 1946                             | tajemník kuangtungského provinčního výboru                       |                                                                               | | 17., 18.                         |
| –                                | Čchen Liang-jü 陈良宇 (v září 2006 odvolán z politbyra i ÚV) | 1946                             | tajemník šanghajského městského výboru (do září 2006)            |                                                                               | | –                                |
| –                                | Čou Jung-kchang 周永康                                       | 1942                             | tajemník ÚV                                                      | státní poradce Státní rady, ministr veřejné bezpečnosti                       | | 17.                              |
| –                                | Jü Čeng-šeng 俞正声                                          | 1945                             | tajemník chupejského provinčního výboru                          |                                                                               | | 17., 18.                         |
| –                                | Che Kuo-čchiang 贺国强                                       | 1943                             | tajemník ÚV, vedoucí organizačního oddělení ÚV                   |                                                                               | | 17.                              |
| –                                | Kuo Po-siung 郭伯雄                                          | 1942                             |                                                                  |                                                                               | generálplukovník, místopředseda Ústřední vojenské komise KS Číny, místopředseda Ústřední vojenské komise ČLR | 17.                              |
| –                                | Cchao Kang-čchuan 曹刚川                                     | 1935                             |                                                                  | státní poradce Státní rady                                                    | generálplukovník, místopředseda Ústřední vojenské komise KS Číny, místopředseda Ústřední vojenské komise ČLR, ministr obrany | –                                |
| –                                | Ceng Pchej-jen 曾培炎                                        | 1938                             |                                                                  | místopředseda Státní rady                                                     | | –                                |
| Kandidát politbyra               |                                                              |                                  |                                                                  |                                                                               | |                                  |
| –                                | Wang Kang 王刚                                               | 1942                             | tajemník ÚV, vedoucí Hlavní kanceláře ÚV                         |                                                                               | | 17.                              |